# Alfa Romeo Jupiter
L'Alfa Romeo Jupiter era un motore aeronautico radiale a 9 cilindri prodotto in Italia dal 1924 al 1930.
Realizzato dalla italiana Alfa Romeo Milano su licenza della britannica Bristol Engine Company, era, nella sua versione iniziale, il corrispondente del Bristol Jupiter. In tutte le sue versioni questo motore fu costruito in 700 esemplari.

## Storia
Dopo i successi automobilistici conquistati nel 1924 dall'Alfa Romeo con la monoposto P.2, il Ministero della Difesa contattò l'ingegner Nicola Romeo circa la possibilità di fornire alla Regia Aeronautica motori da utilizzare nei propri velivoli. Il Ministero mediò per l'acquisto da parte dell'Alfa Romeo della licenza di costruzione dello Jupiter IV britannico e fece ordinazioni alla ditta italiana per l'ammontare di 8 000 000 di Lire.
I motori prodotti, grazie alle loro ottime caratteristiche, furono largamente sfruttati negli IMAM Ro.1 e Ro.1bis, velivoli da ricognizione ed osservazione, impiegati dal 1936 al 1937 e distintisi nella guerra d'Etiopia.
Ne vennero inoltre dotati i ricognitori Caproni Ca.97, in sede sperimentale i bombardieri Caproni Ca.102 e Ca.102quater e l'Ansaldo A.C.3 con il quale il pilota Renato Donati detiene il record di quota (11 827 m) per motori a pistoni.
Da questo motore l'Alfa Romeo derivò tutta una serie di Bristol modificati:
- Alfa Romeo 125 RC.35
- Alfa Romeo 126 RC.10
- Alfa Romeo 126 RC.34
- Alfa Romeo 128 RC.18
- Alfa Romeo 128 RC.21
- Alfa Romeo 129 RC.32
- Alfa Romeo 129 bis RC.25
- Alfa Romeo 135 RC.32
- Alfa Romeo 136 RC.25
- Alfa Romeo 136 RC.65

## Velivoli utilizzatori
- Ansaldo AC.3
- Caproni Ca.97
- Caproni Ca.102 e Ca.102quater (prototipi)
- IMAM Ro.1 e Ro.1bis